# Venere Anadiomene (Ingres)
La Venere Anadiomene (Vénus anadyomène) è un dipinto a olio che mostra l'episodio della nascita della dea Venere nella sua tipologia di Venere Anadiomene, che sorge cioè fuori sospesa sull'acqua. Opera del pittore francese Jean-Auguste-Dominique Ingres, è stata dipinta tra il 1808 e il 1848; attualmente si trova esposta al Museo Condé a Chantilly.

## Storia
Iniziato quando l'artista si trovava in soggiorno a Roma, residente all'Accademia di Francia, il quadro è rimasto poi in fase di progetto per quasi quarant'anni; ripreso, è stato terminato nel 1848 a Parigi su esplicita richiesta del banchiere e botanico Benjamin Delessert il quale però finì con non l'apprezzare a sufficienza la tela in quanto non gli piacque il ginocchio, che trovava disegnato maldestramente.
Venduto quello stesso anno a Frédéric Reiset, allora conservatore dei disegni al museo del Louvre, viene poi presentato all'Esposizione parigina del 1855. È stato in seguito acquistato da Enrico d'Orléans (1822), uno dei Signori, conti e duchi di Aumale, con tutta la collezione Reiset nel 1879.

## Descrizione
I primi disegni preparatori rappresentano Venere giacente in ginocchio, venne infine mostrata in piedi ma non in posizione di Venere pudica. La postura è ispirata dalla Nascita di Venere di Sandro Botticelli; Ingres potrebbe averlo veduto durante la sua visita compiuta a Firenze nel 1805 alla galleria degli Uffizi.
Un disegno datato 1806 rappresenta già la dea con le bracca alzate mentre si tiene tra le mani i capelli; dopo la ripresa dell'opera il pittore porta profondi cambiamenti nella scelta dei colori rispetto a come erano stati ideati originariamente.
Secondo il poeta Charles Baudelaire, che ebbe modo di ammirare il dipinto durante l'esposizione universale, la faccia è ispirata ai modelli antichi mentre le mani provengono dalle opere di Raffaello Sanzio ed il torso stretto dalla statuaria medioevale.

## Fonte d'ispirazione
La tela di Ingres è stata presa a modello per molte altre rappresentazioni di Venere sorgente dal mare, compresa la Nascita di Venere di William-Adolphe Bouguereau del 1879, ma anche la precedente Venere marina di Théodore Chassériau.
La stessa postura è stata utilizzata dall'autore anche per un altro suo nudo artistico, La sorgente, completato nel 1856. Una copia in versione ridotta si trova conservata al museo del Louvre, mentre i disegni preparatori si trovano oggi al Museo Ingres di Montauban.

## Galleria d'immagini

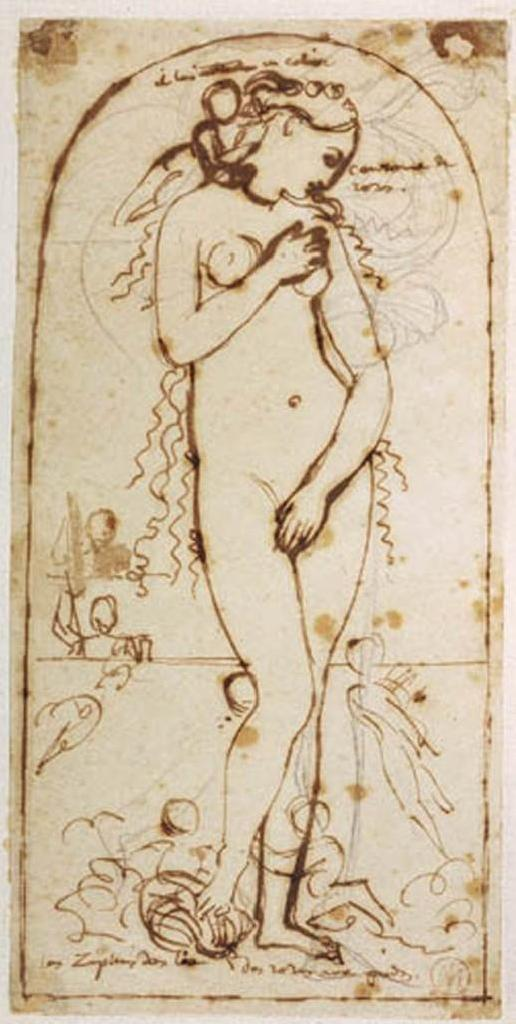
Un bozzetto per la dea in posa "pudica"
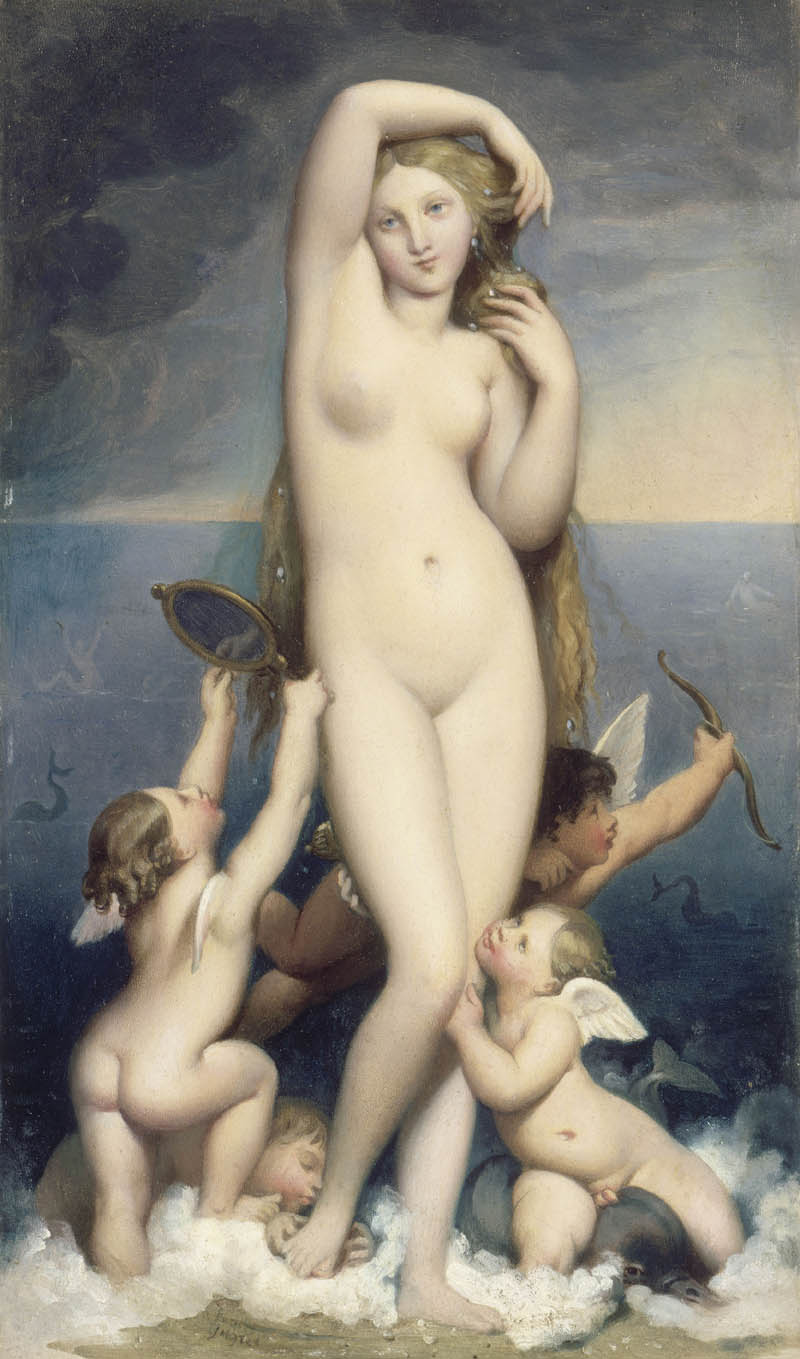
Copia ridotta del 1825-1850 circa
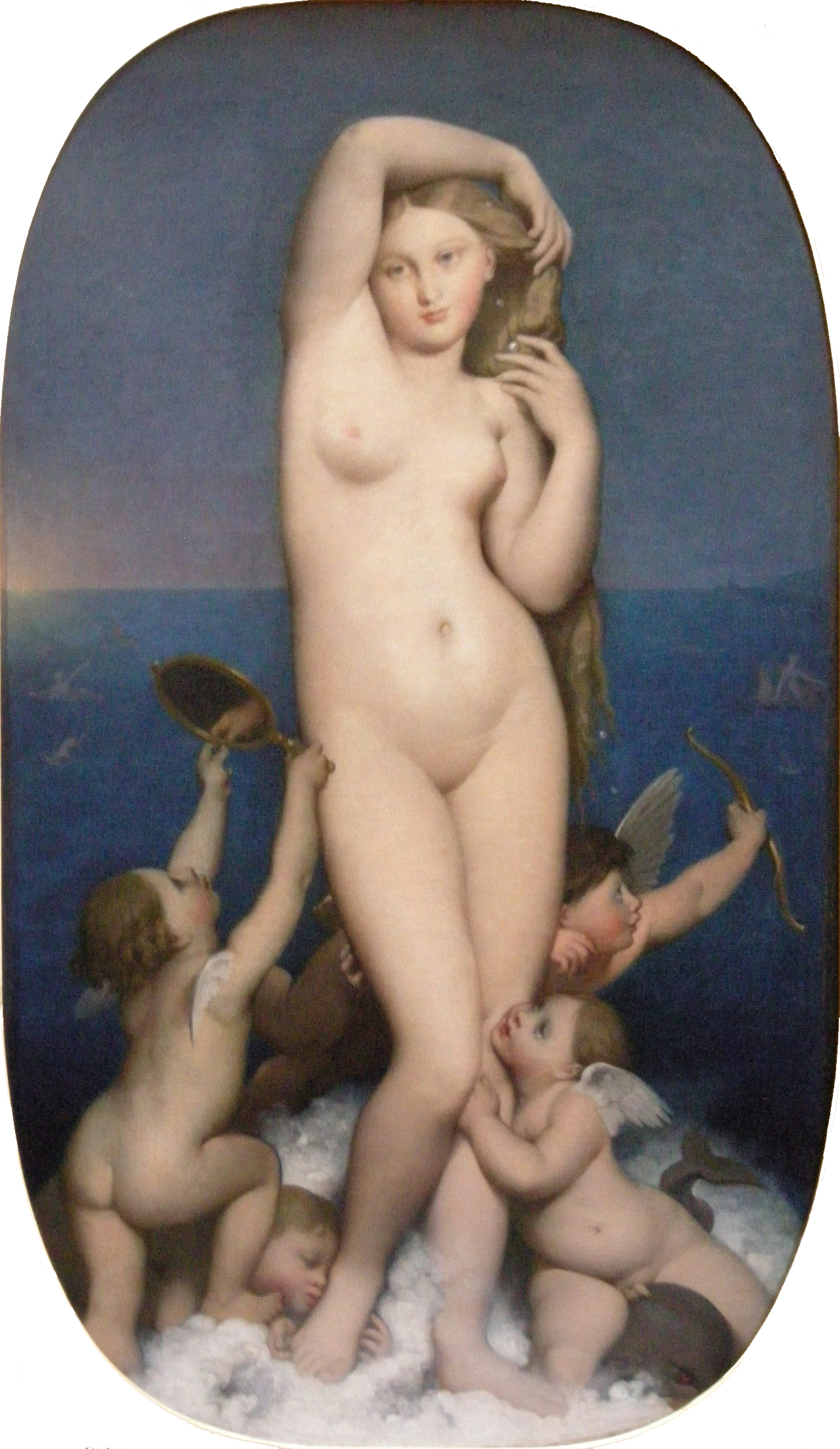
Il quadro in esposizione